# Hemeroteca
Hemeroteca (del grec heméra, que significa "dia", i théke, que significa "dipósit o "capsa"), és un edifici, sala, o pàgina web on es guarden, ordenen, conserven i classifiquen diaris, revistes i altres publicacions periòdiques de premsa escrita, arxivats per a la consulta. També es refereix a qualsevol col·lecció o conjunt organitzat de periòdics (diaris o revistes).

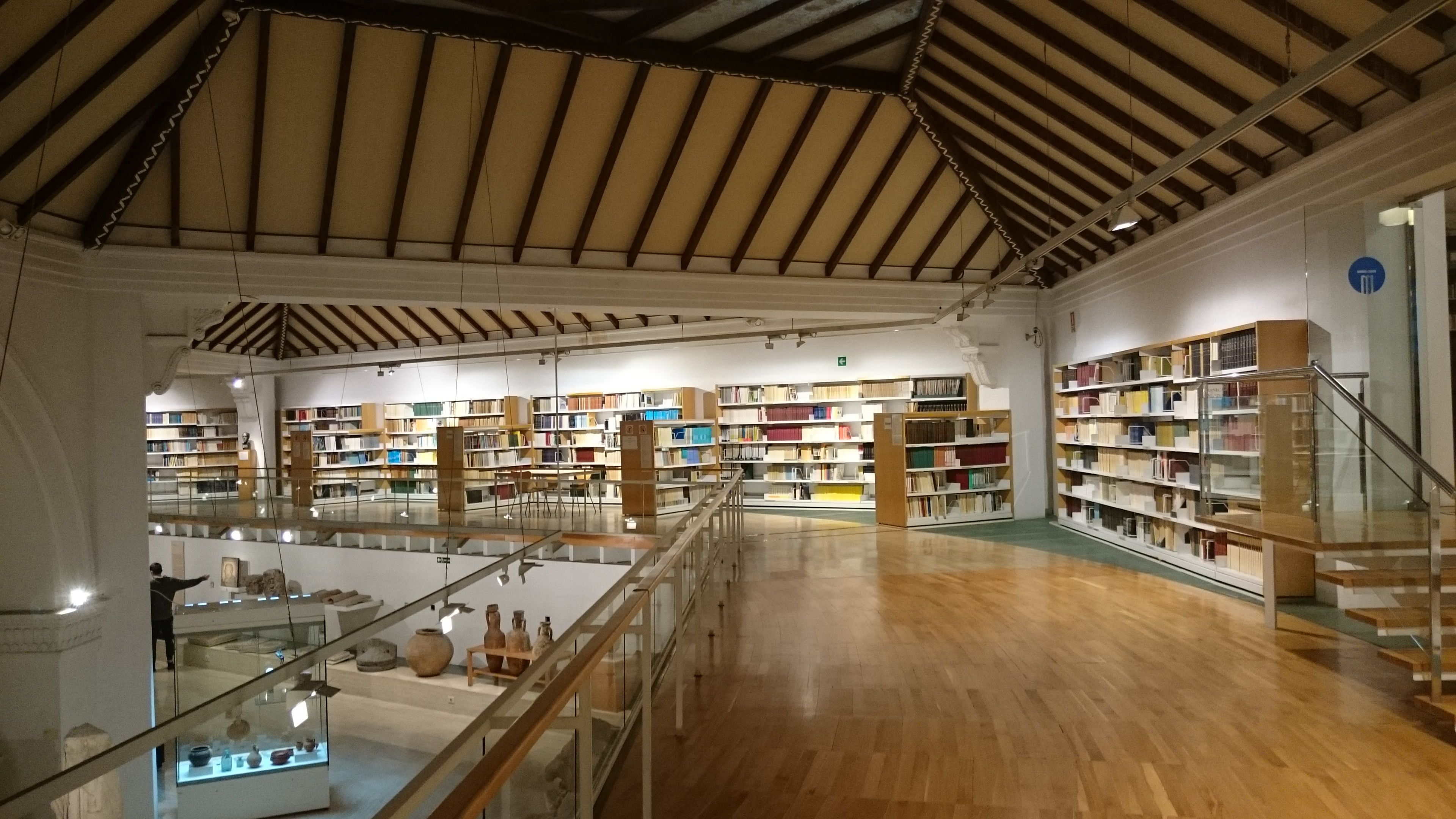
Hemeroteca MAC Barcelona

Pot ser una secció d'una biblioteca només reservada a la conservació de material escrit d'aquest gènere o una col·lecció temàtica de retalls de diaris o revistes o aixímateix una base de dades en suport informàtic amb material provinent d'aquest tipus de publicacions.
A Barcelona l'hemeroteca és a l'Arxiu Històric de la Ciutat de Barcelona (Casa de l'Ardiaca)
A València a la Biblioteca Municipal

## Hemeroteques principals d'Espanya
- ABC (1891–)  Free
- Archivo de la Fundación Pablo Iglesias Free
- Archivo Municipal de Cartagena Free
- Archivo Municipal de Castellón  Free
- Archivo Municipal de Murcia  Free
- Biblioteca Virtual de Castilla-La-Mancha  Free
- Biblioteca virtual de Prensa Histórica Free
- Biblioteca Virtual del Principado de Asturias Free
- Biblioteca Virtual Miguel de Cervantes  Free
- Colección Digital de Revistas Femeninas  Free
- El Comercio (2006–) Free
- El Diario Montañés (2006–) Free
- El Estrella digital (2008/11/27–) Free
- El Mundo
  - El Mundo (1989–) Pay
  - elmundo.es (2002–) Free
- El Norte de Castilla (2006–) Free
- El Pais (1976–) Free
- Expansión (2001–) Free
- Gazeta: colección histórica  Free
- Hemeroteca de Gijón
- Hemeroteca Municipal de Madrid  Free
- Hemeroteca Digital Free
- Heraldo de Aragón Pay
- Hoy (2006–) Free
- La Verdad (2006–) Free
- Las Provincias (2006–) Free
- La Rioja (2006–) Free
- Museum of the Student (1852–) Free
- Universitat de Valensia  Free
- Público (2007–)
- Revistas de la Edad de Plata  Free

### Andalusia
- Asociación Cultural Ubetense Alfredo Cazabán Laguna  Free
- Biblioteca Virtual Andalucía  Free
- Hemeroteca Biblioteca Virtual Andalucia
- El Diario de Jerez (2007/11/27–) Free
- Sur (2006–) Free
- Ideal (2006–) Free

### Catalunya
- ARCA Arxiu de Revistes Catalanes Antigues. newspapers and magazines in Catalan Free
- Arxiu digital de Granollers. newspapers and magazines in Catalan Free
- Arxiu municipal de Lleida Free
- BAUEN Cercador de premsa històrica local digitalitzada Free
- Biblioteca Virtual Joan Lluís Vives  Free
- Fons local de publicacions històriques digitalitzades. Diputació de Barcelona Free
- Hemeroteca històrica digital de la Biblioteca de l'Ateneu Barcelonés Free
- Mundo Deportivo (1906–2010) Free
- Premsa tarragonina digitalitzada Free
- Regió7 Hemeroteca digital Pay
- La Vanguardia (1881–2010) Free
- El Periódico de Catalunya (1978–2014) Free
- Hemeroteca digital. Arxiu Històric de la Ciutat de Barcelona Free

### País Basc
- Archivo Municipal de Irun (1909–) Free
- Armiarma  Free
- Biblioteca Municipal Donostia. Hemeroteca digital
- Bizkaiko Foru Aldundia. Hemeroteca digital Free
- El Diario Vasco (2006–) Free
- El Correo (2006–) Free
- El Cuartel Real (1873–1876) Free
- Euskal Prentsaren Lanak  Free
- Koldo Mitxelena Kulturenea Free
- Liburuklik Free
- Naiz (2011–) Free
- Noticias de Alava (2013–) Free
- Noticias de Gipuzkoa (2013–) Free
- Sancho el Sabio Fundazioa Free

### Galícia
- Biblioteca de Galicia  Free Prensa Galega
- Real Academia Galega  Free

### Illes Canàries
- Jable  Free

### Navarra
- Diario de Navarra (1903–) Pay[3]